# Joan I de Beirut
Joan d'Ibelin o Joan I de Beirut, anomenat «el vell Senyor de Beirut» —Jean d'Ibelin, le vieux seigneur de Beyrouth (francès)— (1178 – Acre, febrer/març de 1236), va ser un poderós noble croat del segle xiii, un dels més coneguts representants de la influent família Ibelin. Va tenir estrets vincles amb la noblesa de Xipre i Jerusalem, ja que era el germanastre de la reina Isabel I de Jerusalem. Abans de complir 20 anys va ser nomenat conestable de Jerusalem, i uns anys després va esdevenir senyor de Beirut, on va reconstruir la ciutat després de la conquesta de Saladí i va edificar el gran palau de la família Ibelin. Va actuar com regent de dos dels seus joves parents, la filla d'Isabel, Maria de Montferrat des de 1205 fins a 1210, i després Enric I de Xipre des de 1228 fins que Enric va arribar a la majoria d'edat en 1232. Joan va ser conegut com un home de principis, i va ser vist com el líder natural dels barons cristians a Terra Santa. Va resistir la cerca de poder de Frederic II, emperador del Sacre Imperi a Xipre i es va oposar a les forces imperials fins que Enric va arribar a la majoria d'edat.

## Família
|  |                         |  |  |  |  |  |  |  |  |  |  |  |  |  |  |  |
|  | Barisan d'Ibelin        |  |  |  |  |  |  |  |  |  |  |  |  |  |  |  |
|  |                         |  |  |  |  |  |  |  |  |  |  |  |  |  |  |  |
|  |                         |  |  |  |  |  |  |  |  |  |  |  |  |  |  |  |
|  | Balian d'Ibelin         |  |  |  |  |  |  |  |  |  |  |  |  |  |  |  |
|  |                         |  |  |  |  |  |  |  |  |  |  |  |  |  |  |  |
|  |                         |  |  |  |  |  |  |  |  |  |  |  |  |  |  |  |
|  | Balduí I de Ramla       |  |  |  |  |  |  |  |  |  |  |  |  |  |  |  |
|  |                         |  |  |  |  |  |  |  |  |  |  |  |  |  |  |  |
|  |                         |  |  |  |  |  |  |  |  |  |  |  |  |  |  |  |
|  | Helvis de Ramla         |  |  |  |  |  |  |  |  |  |  |  |  |  |  |  |
|  |                         |  |  |  |  |  |  |  |  |  |  |  |  |  |  |  |
|  |                         |  |  |  |  |  |  |  |  |  |  |  |  |  |  |  |
|  | Estefania de Nablus     |  |  |  |  |  |  |  |  |  |  |  |  |  |  |  |
|  |                         |  |  |  |  |  |  |  |  |  |  |  |  |  |  |  |
|  |                         |  |  |  |  |  |  |  |  |  |  |  |  |  |  |  |
|  | Joan d'Ibelin           |  |  |  |  |  |  |  |  |  |  |  |  |  |  |  |
|  |                         |  |  |  |  |  |  |  |  |  |  |  |  |  |  |  |
|  |                         |  |  |  |  |  |  |  |  |  |  |  |  |  |  |  |
|  | Joan II Comnè           |  |  |  |  |  |  |  |  |  |  |  |  |  |  |  |
|  |                         |  |  |  |  |  |  |  |  |  |  |  |  |  |  |  |
|  |                         |  |  |  |  |  |  |  |  |  |  |  |  |  |  |  |
|  | Andrònic Comnè          |  |  |  |  |  |  |  |  |  |  |  |  |  |  |  |
|  |                         |  |  |  |  |  |  |  |  |  |  |  |  |  |  |  |
|  |                         |  |  |  |  |  |  |  |  |  |  |  |  |  |  |  |
|  | Prisca d'Hongria        |  |  |  |  |  |  |  |  |  |  |  |  |  |  |  |
|  |                         |  |  |  |  |  |  |  |  |  |  |  |  |  |  |  |
|  |                         |  |  |  |  |  |  |  |  |  |  |  |  |  |  |  |
|  | Joan Ducas Comnè        |  |  |  |  |  |  |  |  |  |  |  |  |  |  |  |
|  |                         |  |  |  |  |  |  |  |  |  |  |  |  |  |  |  |
|  |                         |  |  |  |  |  |  |  |  |  |  |  |  |  |  |  |
|  | Irene Aineadisa         |  |  |  |  |  |  |  |  |  |  |  |  |  |  |  |
|  |                         |  |  |  |  |  |  |  |  |  |  |  |  |  |  |  |
|  |                         |  |  |  |  |  |  |  |  |  |  |  |  |  |  |  |
|  | Maria Comnena           |  |  |  |  |  |  |  |  |  |  |  |  |  |  |  |
|  |                         |  |  |  |  |  |  |  |  |  |  |  |  |  |  |  |
|  |                         |  |  |  |  |  |  |  |  |  |  |  |  |  |  |  |
|  | Fill de Miquel Taronita |  |  |  |  |  |  |  |  |  |  |  |  |  |  |  |
|  |                         |  |  |  |  |  |  |  |  |  |  |  |  |  |  |  |
|  |                         |  |  |  |  |  |  |  |  |  |  |  |  |  |  |  |
|  | Joan Taronita           |  |  |  |  |  |  |  |  |  |  |  |  |  |  |  |
|  |                         |  |  |  |  |  |  |  |  |  |  |  |  |  |  |  |
|  |                         |  |  |  |  |  |  |  |  |  |  |  |  |  |  |  |
|  | Maria Taronita          |  |  |  |  |  |  |  |  |  |  |  |  |  |  |  |
|  |                         |  |  |  |  |  |  |  |  |  |  |  |  |  |  |  |
|  |                         |  |  |  |  |  |  |  |  |  |  |  |  |  |  |  |

Fill de Balian d'Ibelin i Maria Comnena, reina consort de Jerusalem.
Joan es va casar dues vegades. En 1201 es va casar amb Helvis (morta en 1208), filla de Ramon, senyor de Nephin. Va donar a llum cinc fills que van morir sent nens. En 1208 es va casar amb Melisenda d'Arsuf, vídua de Teobald d'Orca i filla de Guiu, senyor d'Arsuf, amb la qual va tenir:
- Balian (mort en 1247), que el va succeir com a senyor de Beirut.
- Joan (1211 - 1258), senyor d'Arsuf i conestable de Jerusalem.
- Raül d'Ibelin.
- Hug (1213 - 1238).
- Balduí (mort en 1267).
- Guiu.
- Isabel d'Ibelin, que es va ordenar monja.

El fill de Balian, també es va dir Joan, i va heretar Beirut, per això és anomenat «Joan II», per distingir-lo del seu avi, «el Vell senyor de Beirut». Joan d'Ibelin, Senyor d'Arsuf, també va tenir un fill anomenat Balian, que es va casar amb Plasència d'Antioquia.

## Orígens
El seu pare va ser un dels nobles més destacats en la defensa de Jerusalem, i la seva mare també era la mare de la reina Isabel de Jerusalem, la qual cosa li va situar a l'avantguarda de la noblesa a Terra Santa.
El marit d'Isabel, Enric I de Jerusalem, s'enfrontava a les contínues intrigues de Guiu de Lusignan, que malgrat tot no havia renunciat al Regne de Jerusalem. Va ordenar que Amalric de Lusignan, germà de Guiu, renunciés al seu càrrec de conestable de Jerusalem. Llavors Amalric va marxar a Xipre, on va succeir a Guiu, i el 1196, Enric va nomenar nou conestable de Jerusalem a Joan d'Ibelin. El 10 de setembre de 1197 va morir accidentalment Enric I de Jerusalem a Acre, i els nobles decidiren triar com a nou rei a Amalric, que ja era rei de Xipre.
A l'octubre de 1197, Amalric II de Jerusalem va reprendre les hostilitats contra els musulmans i va prendre les ciutats de Sidó i Beirut. Va concedir Sidó al seu antic propietari, Reinald de Grenier, i dona Beirut a Joan d'Ibelin. Però Joan d'Ibelin seguia sent el líder de la noblesa i, quan el rei va acusar Raül de Tiberiades d'estar darrere d'un atemptat perpetrat per quatre cavallers germànics contra ell i decideix castigar-ho, la noblesa encapçalada per Joan d'Ibelin protesta i sol·licita que Raül sigui jutjat pels seus iguals, com estableixen les lleis del Regne. Al final Raül va ser exiliat.
En 1205 va renunciar al càrrec de Conestable a canvi de la senyoria de Beirut. Durant aquest període i fins a final de segle, Beirut es converteix en la principal residència de la família dels Ibelin. Va reconstruir la ciutat, destrossada completament durant la conquesta del Regne de Jerusalem per Saladí, i va construir un esplèndid palau. Sota el seu lideratge, Beirut va ser pràcticament un estat independent, annexionant-se Arsuf el 1207 gràcies al seu matrimoni amb Melisenda d'Arsuf.

## Regent de Jerusalem
Amalric II de Jerusalem va morir l'1 d'abril de 1205 i la reina Isabel I de Jerusalem poc temps després. L'hereva del Regne de Jerusalem era una nena de només tretze anys, María de Montferrat, i els nobles en assemblea decideixen designar a Joan d'Ibelin i I de Beirut com regent des d'Acre, la nova capital del regne.
Com regent, va negociar amb Gautier de Montbéliard (regent del Regne de Xipre des de 1205 a 1210) el matrimoni del fill d'Amalric II, Hug I de Xipre, amb Alícia de Xampanya, filla del predecessor d'Amalric com a rei, Enric I de Jerusalem. El 1194 ja hi havia un compromís de matrimoni entre Hug i els seus dos germans amb Alícia i les seves dues germanes, amb la finalitat d'acabar unificant els dos regnes, Jerusalem i Xipre. Hug quedava promès amb Felipa, la germana d'Alícia. La mort prematura d'Enric I de Jerusalem va suposar la unificació de tots dos regnes, encara que van ser de nou separats en morir Amalric II i ambdues regències van estimar necessari el matrimoni d'Hug i Alícia per unificar-los de nou.
En 1207, es va reprendre de nou la guerra contra els musulmans després que els Hospitalaris del Comtat de Trípoli tractessin de capturar Homs. Joan d'Ibelin va decidir mantenir-se al marge del conflicte. El 1208, María de Montferrat tenia ja disset anys, i Joan d'Ibelin va reunir l'assemblea del nobles per triar-li un marit. El rei Felip II de França tenia un bon candidat, Joan de Brienne, que va arribar a Sant Joan d'Acre al setembre de 1210. El 13 d'octubre de 1210 es va celebrar el matrimoni de Maria de Montferrato amb Joan de Brienne.
La regència va arribar a la seva fi i Joan d'Ibelin va reprendre el seu paper com a líder de la noblesa d'Orient. El 1217, amb el final de la treva amb al-Àdel, sultà d'Egipte, tant Joan com el seu germà Felip d'Ibelin van començar a interessar-se per assumptes més enllà de Jerusalem. Aparentment defensava els interessos de Joan de Brienne i, amb l'arribada dels exèrcits de la Cinquena Croada, va prendre part en el setge de la fortalesa de Tabor i després en el Setge de Damiata en el delta del Nil.

## Regent de Xipre
Quan Hug I de Xipre va morir el 10 de gener de 1218, Felip d'Ibelin va ser nomenat regent de l'hereu, Enric I de Xipre, al costat de la seva mare Alícia de Xampanya i Jerusalem. En 1223, una disputa entre els nobles acaba amb la regència d'Alícia, deixant a Felip com a únic regent fins a 1228, data en la qual va morir. Després va ser nomenat regent el seu germà Joan d'Ibelin. Encara que tant Joan com Felip estaven molt units a Hug I, s'oposaven al control que exercia la família Lusignan a Xipre. Hug era membre de la família Lusignan, així com el seu oncle Guiu de Lusignan i el seu pare Amalric de Lusignan, que van ser els dos primers reis de Xipre.
El 1228, l'Emperador del Sacre Imperi Romanogermànic Frederico II Hohenstaufen va arribar a Limassol amb la Sisena Croada. Frederic estava casat amb Iolanda de Jerusalem, la filla de Joan de Brienne, i va reclamar tant el regne de Jerusalem, com el regne de Xipre, així com la senyoria de Beirut a Joan d'Ibelin. Aquest, encara que d'acord en la reclamació de tots dos regnes, es nega a lliurar Beirut.

## Cap de l'oposició
Joan d'Ibelin va ser immediatament deposat com a regent i l'illa va quedar sota control imperial. Després de negociar amb el sultà al-Kàmil, Frederic II va aconseguir la devolució de Jerusalem, però a causa del descontentament generalitzat tant pels seus errors com per la seva brutalitat, va decidir confiar l'administració del Regne de Jerusalem a Joan d'Ibelin, deixant una poderosa guarnició a Acre. Frederic II va deixar el Regne de Xipre en mans del jove rei Enric I de Xipre i la seva promesa Alícia de Montferrato, amb la regència d'un consell de cinc nobles partidaris seus. A més va augmentar els impostos a Xipre, especialment als territoris de la família Ibelin. Joan, recolzat per Felip de Novara, va decidir rebel·lar-se i, al capdavant del seu exèrcit, el 14 de juliol de 1229 va derrotar els regents imperials als afores de Nicòsia. Els regents es van retirar al Castell de Déu d'Amor, i es van rendir als deu mesos. Joan d'Ibelin va decidir mostrar-se clement per intentar pacificar l'illa. La Guerra dels Llombards havia començat.
El 1231, Frederic II va enviar a Ricard Filangieri, mariscal de l'Imperi, al capdavant d'un exèrcit cap a l'est, que va tractar d'envair Xipre, però davant les dificultats que Joan li va posar per realitzar el desembarcament, va decidir posar rumb cap a Terra Santa, per capturar Beirut, que fou assetjada i gairebé ocupada. El mariscal, Ricard Filangieri, es va establir a Jerusalem i Tir, que havien estat recuperades gràcies a un tractat en 1229, però no va poder entrar ni a Beirut, ni a Acre.

## Batlle de Sant Joan d'Acre
A Acre, els seguidors de Joan van formar una comuna medieval, entre els quals Joan va ser triat batlle a la seva arribada en 1232. La Comuna d'Acre va ser capaç d'acabar amb el setge de Beirut, encara que van patir un dur revés el 3 de maig de 1232 a Casal-Imbert a mans de Ricard Filangieri. Gràcies a aquesta victòria i a l'absència de Joan d'Ibelin de Xipre, Ricard Filangieri va ocupar l'illa. Enric I de Xipre, al costat de Joan d'Ibelin, van decidir llavors recuperar Xipre, desembarcant a Famagusta el 10 de juny de 1232 i derrotant a les forces imperials el 15 de juny de 1232 en la batalla d'Agridi. Els pocs supervivents es van retirar al Castell de Cérines, rendint-se al juny de 1233.
Ara Enric era l'indiscutible rei de Xipre, malgrat ser de la família Lusignan era partidari dels Ibelin, així que Joan i la seva família van seguir sent molt influents en la cort.
Ricard Filangieri encara tenia el control de Jerusalem i Tir, i comptava amb el suport de Bohemon IV d'Antioquia, dels Cavallers Teutònics, dels Cavallers Hospitalers, i dels comerciants pisans. Joan d'Ibelin comptava amb el suport de la noblesa de Xipre, i tenia els seus territoris en el continent (Beirut, Cesarea i Arsuf), a més comptava amb el suport dels Cavallers templers i de la comunitat comerciant genovesa. Cap de les parts aconseguia avançar, i el 1234 el Papa Gregori IX va excomunicar a Joan i als seus partidaris. El 1235 la decisió va ser parcialment revocada, però encara la pau era impossible. A més també es plantejava un problema jurídic, el Regne de Jerusalem no tenia rei. Per solucionar-ho, la princesa Alícia de Xampanya i Jerusalem, (filla d'Isabel de Jerusalem, neboda de Joan d'Ibelin, vídua d'Hug I de Xipre i tia del jove rei Conrad II de Jerusalem), va ser nomenada Regent.
Joan d'Ibelin i els hospitalers van començar una campanya contra els musulmans el 1236. Joan va caure greument ferit en un accident amb el seu cavall (pel que sembla va ser tombat del seu cavall i aquest li va caure damunt). Abans de morir a Acre, es va ordenar Templari.